# プロテインスコア
プロテインスコアとは、食品中のたんぱく質の品質を評価するための指標である。1957年にFAOによって提示された。プロテインスコアは、卵および牛乳のアミノ酸組成から導かれている。人体のアミノ酸必要量に基づいていないため、後にアミノ酸スコアとして改訂されることになる。これがアミノ酸スコアと値が違っている理由である。

## 参考図書
- 『たんぱく質の品質評価 : FAO/WHO合同専門家協議報告』編集：国際連合食糧農業機関 訳：国際食糧農業協会

## 関連
- 栄養学
- たんぱく質
- アミノ酸
- 必須アミノ酸
- アミノ酸スコア